# Henry de Kock
Pour les articles homonymes, voir Kock.
Paul Henry de Kock (Paris, 25 avril 1819 - Limay, 14 avril 1892) est un auteur dramatique, romancier et chansonnier français, célèbre pour ses romans grivois.

## Biographie
Fils de Paul de Kock, on lui doit des feuilletons qui obtinrent un important succès comme La Voleuse d’amour (1863), L’Auberge des treize pendus (1866), Folies de jeunesse (1866), Ni fille, ni femme, ni veuve (1867), La Fille de son père (1869), Mademoiselle ma femme (1868) ou Les Douze travaux d’Ursule (1885).
Son Histoire des célèbres courtisanes, son ouvrage le plus célèbre, traduit en quatre langues, a connu neuf rééditions de 1869 à 2008.
Ses pièces ont été représentées sur les plus grandes scènes parisiennes du XIXe siècle : Théâtre de l'Ambigu-Comique, Théâtre du Vaudeville, Théâtre Beaumarchais, etc.

## Œuvres

### Romans

Publicité pour L'Auberge des treize pendus.

- Berthe, l'amoureuse, G. Roux et O. Cassanet, 1843
- La Reine des grisettes, G. Roux et Cassanet, 1844
- Le Bon Dieu, pamphlet républicain, 1848
- Brin d'amour, A. Cadot, 1850
- Minette, 1852
- Les Femmes honnêtes, L. de Potter, 1852
- Deux Mères, H. Boisgard, 1853
- Les Petits Chiens de ces dames, A. de Vresse, 1856
- La Tribu des gêneurs, A. Cadot, 1857
- Les Femmes de la Bourse, A. Cadot, 1858
- Les Mystères du village, A. Cadot, 1858
- Les Femmes honnêtes, A. Cadot, 1860
- La Fille à son père, F. Sartorius, 1860
- Les Amants de ma maîtresse, 1860
- Les Baisers maudits, F. Sartorius, 1861
- La Haine d'une femme, 1861
- Le Démon de l'alcôve, F. Sartorius, 1862
- La Dame aux émeraudes, A. Cadot, 1862
- Les Démons de la mer (la Fiancée du corsaire), 1862
- La Voleuse d'amour, A. Faure, 1863
- L'Amour bossu, E. Dentu, 1863
- Je t'aime !, F. Sartorius, 1863
- Je me tuerai demain, F. Sartorius, 1863
- La Voleuse d’amour, 1863
- Les Buveurs d'absinthe, 1863
- Les Mémoires d'un cabotin, 1864
- Ninie Guignon, F. Sartorius, 1864
- La Chute d'un petit, F. Sartorius, 1864
- La Nouvelle Manon, A. Faure, 1864
- Contes pour tous : Les Pantoufles d'acier : Les Trois talismans, F. Sartorius, 1864
- Les Accapareuses, A. Faure, 1864
- La Reine des grisettes, A. de Vresse, 1864
- Le Roi des étudiants, A. de Vresse, 1864
- Les Petites Chattes de ces messieurs, A. Faure, 1864
- Le Roman d'un jocrisse, F. Sartorius, 1864
- Les Treize Nuits de Jane : Confessions d'une jolie femme, A. Cadot, 1864
- Les Hommes volants : Histoire extraordinaire, A. Cadot, 1864
- Les Mémoires d'un cabotin, A. Faure, 1864
- La Tigresse, A. Cadot, 1864
- Le Roman d'une femme pâle, A. Faure, 1865
- La Fée aux amourettes, F. Sartorius, 1865
- Le Guide de l'amoureux à Paris d'après le manuscrit original de Mme la Baronne de C***, A. Faure, 1865
- Les Trois Luronnes, 1865
- Berthe l'amoureuse, 1865
- La Vie au hasard, F. Sartorius, 1866
- Ma petite cousine, F. Sartorius, 1866
- L'Auberge des treize pendus, 1866
- Folies de jeunesse : Amours et Amourettes, A. Cadot, 1866
- Comment aimait une grisette, A. Cadot et Degorce, 1867
- Ni fille, ni femme, ni veuve, F. Sartorius, 1867
- Beau Filou : histoire d'un aimable voleur, A. Lacroix Verboeckhoven et Cie, 1867
- Le Marchand de curiosités, A. Faure, 1867
- Le Crime d'Horace Lignon, F. Sartorius, 1868
- La Chute d'un petit, 1868
- La Fille de son père, 1869
- Le Roman d'une femme pâle, A. de Vresse, 1869
- Histoire des courtisanes célèbres, 1869
- Mademoiselle ma femme, G. Paetz, 1869
- Morte et vivante, Degorce-Cadot, 1870
- Mademoiselle Croquemitaine, F. Sartorius, 1871
- Histoire des cocus célèbres, Bunel, 1871
- Souvenirs et notes intimes de Napoléon III à Wilhelmshoehe, Librairie internationale, 1871
- Histoire des libertins et libertines célèbres, 1871
- La Fille d'un de ces messieurs : Petits mystères du siège de Paris, E. Dentu, 1872
- La Grande Empoisonneuse, 1872
- Histoire des farceurs célèbres, avec Édouard Montagne, 1872
- L'Art d'être heureux en ménage, A. Fayard, 1876
- Le Futur de ma cousine : Histoire bourgeoise, E. Dentu, 1876
- Le Guide de l'amoureux à Paris, 1877
- L'Amoureuse de son mari, A. Sagnier, 1878
- Un drôle de voleur, E. Dentu, 1879
- Le Monde où l'on rit jaune, A. Degorce-Cadot, 1882
- Ratée : Histoire d'hier, C. Marpon et E. Flammarion, 1884
- Les Douze travaux d'Ursule, L. Boulanger , 1885
- Le Château du bonheur : histoire bourgeoise, E. Dentu, 1891

### Théâtre
- L'Eau et le Feu, vaudeville en un acte, 1846
- La Danse des écus, folie-vaudeville en un acte, avec Marc Fournier, 1849
- Qui se dispute, s'adore, proverbe en 1 acte, avec Charles Potier, 1850
- L'Hôtel de Nantes, vaudeville-carroussel en 1 acte, avec Maurice Alhoy, 1850
- Les Rubans d'Ivonne, comédie en un acte, avec Lambert-Thiboust, 1850
- Le Mauvais Gas, drame vaudeville en cinq actes, 1853
- La Vie en rose, pièce en cinq actes, mêlée de chant, avec Barrière, 1854
- Le Paradis perdu, drame en cinq actes, mêlé de chant, avec Léon Beauvallet, 1854
- L'Histoire de Paris, 3 actes et 14 tableaux, avec Barrière, 1855
- Les Grands Siècles, pièce en 3 actes et 16 tableaux, avec Théodore Barrière, 1855
- Le Panier de pêches, comédie-vaudeville en 1 acte, avec Philibert Audebrand, 1857
- Après la pluie, comédie-vaudeville en 1 acte, 1857
- Madame Croquemitaine, ou les Souterrains de la Roche-Noire, vaudeville en 3 actes, avec Charles Cabot, 1859
- La Maison du pont Notre-Dame, drame en cinq actes et six tableaux, avec Barrière, 1860
- Les Trois Amours de Tibulle, comédie en un acte, en vers, avec Barrière, 1860
- Le Minotaure, vaudeville en un acte, 1862
- Le Fils aux deux mères, drame en 5 actes dont 1 prologue, 1865
- La Fée aux amourettes, comédie-vaudeville en 5 actes, avec Adolphe Guénée, 1867
- Il n'y a plus d'enfants, cauchemar en 3 actes et 9 tableaux, avec Ernest Blum, non daté
- Vade au cabaret, saynète mêlée de chant, non daté

### Chansons
- Chant alsacien !, romance, paroles et musique, non datée
- La Fée aux amourettes !, chanson, paroles et musique, 1865
- Gurth le matelot !, chant du soir, paroles et musique, non daté
- Jeanne qui pleure !, chansonnette, paroles et musique, 1865
- Ma petite Marie !, romance, paroles et musique, non datée
- Minette !, rédowa pour piano, 1869
- Mizely !, romance, paroles et musique, 1844
- Ninette, polka pour piano, 1863